# 佐世保川
佐世保川（させぼがわ）は、佐世保市中心部を北から南へ縦断し、佐世保港（佐世保湾）に注ぐ二級河川である。流域の全てが長崎県佐世保市に属する。

## 流域
佐世保市街地の北東にある標高568mの烏帽子岳北側斜面を水源とする。川は国見山系南部の溶岩台地に深い谷を刻んで北西へ流れ下る。2本の源流が合流する標高150m地点には明治41年（1908年）に山の田水源池が作られた。
山の田水源池を過ぎると南に転じ、春日町の南部から佐世保市の中心部へ流れ込む。佐世保を取り巻く山から支流の折橋川・福田川・名切川が合流する。川の左岸には佐世保市役所・三ヶ町・四ヶ町商店街などの商工業用地があり、右岸は佐世保市立総合病院・佐世保公園・ニミッツパーク・海上自衛隊佐世保基地などがある。川は市街地を抜けて佐世保港へ注ぐ。
下流域は川に沿って遊歩道がある。また、1月上旬の出初め式、お盆の精霊流し・万灯籠流しも行われる。

## 関連施設
山の田水源池
堤高24.5m・堤頂長310m・流域面積4.5km2・有効貯水量55.1万tのアースダムである。明治19年（1886年）に大日本帝国海軍の佐世保鎮守府が置かれることが決定し、流域の発展が始まった。海軍の飲料水確保を目的として山の田水源池の造成が進められ、明治41年（1908年）に完成した。1日に8,000tを取水している。また、周囲にはサクラも植えられている。
新田開発
下流域では平戸藩の奨励により江戸期に新田開発が進められた。天明元年（1781年）の浜田・古新田は現在の浜田町、寛政元年（1789年）の塩浜・破新田は現在の山県町・白南風町付近に該当する。

### 関連道路
- 国道35号・国道204号
- 長崎県道11号佐世保日野松浦線（SSKバイパス）
- 長崎県道26号佐世保港線（国際通り）

### 橋梁
上流より主なものを記載

梅田橋 - 宮田橋 - 城山橋 - 高砂橋 - 天満橋 - 相生橋 - 佐世保橋（旧海軍橋） - アルバカーキ橋（歩行者専用） - 平瀬橋（SSKバイパス）

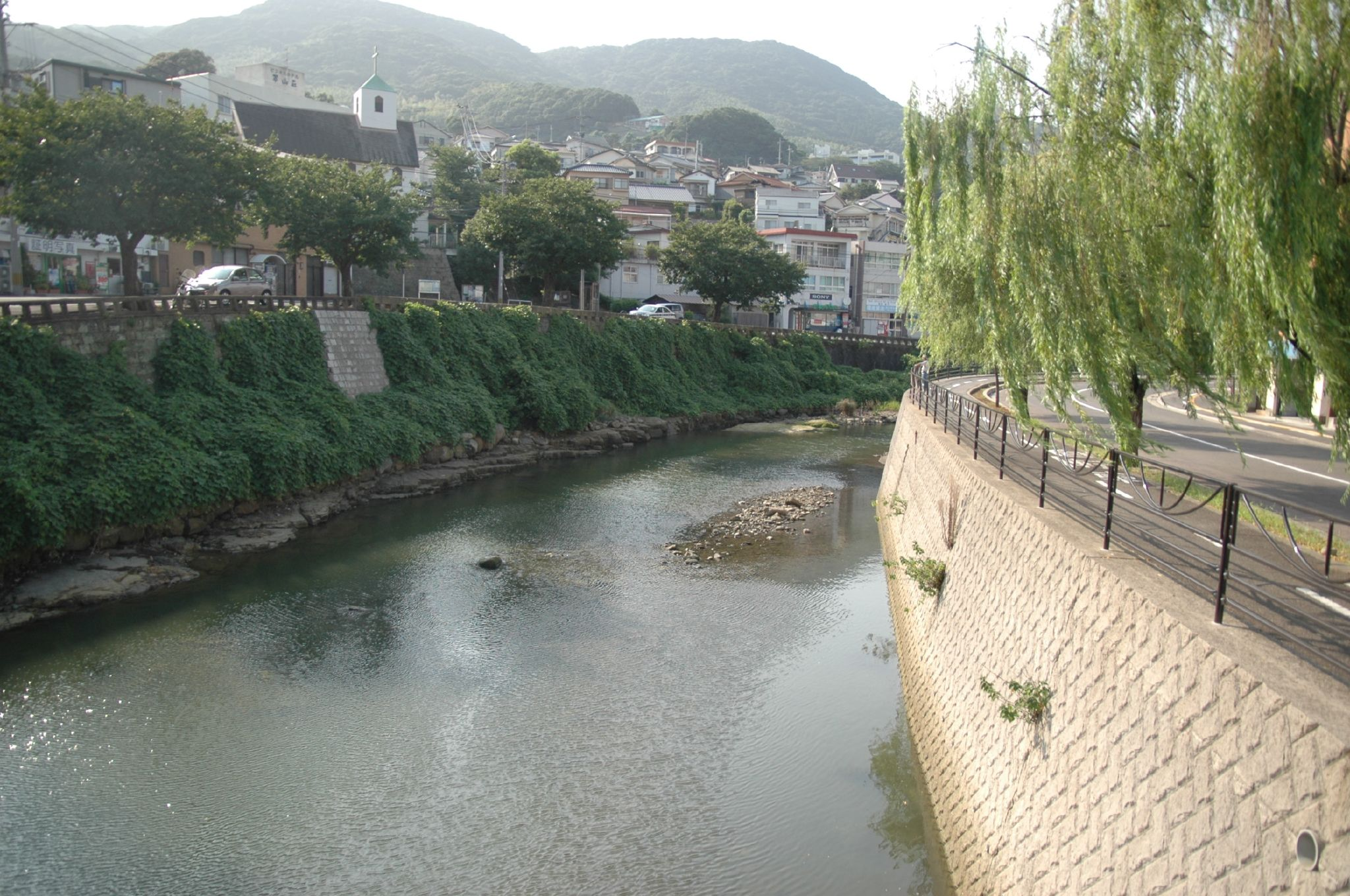
相生橋から北西方向を見る。川の左は比良町（教会は佐世保比良町教会）、右は天満町。右側の柳は2019年7月以降に伐採されている。